# Krvava Peč
Krvava Peč – wieś w Słowenii, w gminie Velike Lašče. W 2018 roku liczyła 18 mieszkańców.